# Oscar 2008
A 80.ª Entrega dos Prêmios da Academia, ou simplesmente Oscar 2008, decorreu no dia 24 de Fevereiro de 2008 e premiou os melhores filmes do ano de 2007 e início de 2008. Seguindo a tradição, a cerimônia ocorreu no Teatro Kodak em Hollywood, Califórnia. A premiação foi apresentada por Jon Stewart.
Devido às greves que os roteiristas estavam fazendo, a cerimônia poderia ser afetada, sendo que não ocorreria uma festa, mas sim somente a anunciação dos vencedores. Mas um acordo entre os roteiristas e os produtores de televisão e cinema fez com que terminasse a greve e a cerimônia do Oscar acontecesse.

## Vencedores e nomeados
| Melhor Filme No Country for Old Men – Scott Rudin, Ethan Coen e Joel Coen - Atonement – Tim Bevan, Eric Fellner e Paul Webster - Juno – Lianne Halfon, Mason Novick e Russell Smith - Michael Clayton – Jennifer Fox, Kerry Orent e Sydney Pollack - There Will Be Blood – Paul Thomas Anderson, Daniel Lupi e JoAnne Sellar                                         | Melhor Diretor Joel Coen e Ethan Coen – No Country for Old Men - Julian Schnabel – The Diving Bell and the Butterfly - Jason Reitman – Juno - Tony Gilroy – Michael Clayton - Paul Thomas Anderson – There Will Be Blood |
| Melhor Ator Daniel Day-Lewis – There Will Be Blood como Daniel Plainview - George Clooney – Michael Clayton como Michael Clayton - Johnny Depp – Sweeney Todd: The Demon Barber of Fleet Street como Benjamin Barker / Sweeney Todd - Tommy Lee Jones – In the Valley of Elah como Hank Deerfield - Viggo Mortensen – Eastern Promises como Nikolai Luzhin           | Melhor Atriz Marion Cotillard – La Vie en Rose como Édith Piaf - Cate Blanchett – Elizabeth: The Golden Age como Queen Elizabeth I - Julie Christie – Away from Her como Fiona Anderson - Laura Linney – The Savages como Wendy Savage - Elliot Page – Juno como Juno MacGuff                                                                                          |
| Melhor Ator Coadjuvante Javier Bardem – No Country for Old Men como Anton Chigurh - Casey Affleck – The Assassination of Jesse James by the Coward Robert Ford como Robert "Bob" Ford - Philip Seymour Hoffman – Charlie Wilson's War como Gustav "Gust" Avrakotos - Hal Holbrook – Into the Wild como Ron Franz - Tom Wilkinson – Michael Clayton como Arthur Edens | Melhor Atriz Coadjuvante Tilda Swinton – Michael Clayton como Karen Crowder - Cate Blanchett – I'm Not There como Jude Quinn - Ruby Dee – American Gangster como Mama Lucas - Saoirse Ronan – Atonement como Briony Tallis - Amy Ryan – Gone Baby Gone como Helene McCready                                                                                            |
| Melhor Roteiro Original Juno – Diablo Cody - Lars and the Real Girl – Nancy Oliver - Michael Clayton – Tony Gilroy - Ratatouille – Brad Bird, Jan Pinkava e Jim Capobianco - The Savages – Tamara Jenkins | Melhor Roteiro Adaptado No Country for Old Men – Joel Coen e Ethan Coen - Atonement – Christopher Hampton - Away from Her – Sarah Polley - The Diving Bell and the Butterfly – Ronald Harwood - There Will Be Blood – Paul Thomas Anderson |
| Melhor Filme de Animação Ratatouille – Brad Bird - Persepolis – Marjane Satrapi e Vincent Paronnaud - Surf's Up – Ash Brannon e Chris Buck | Melhor Filme Estrangeiro Die Fälscher ( Alemanha) – Stefan Ruzowitzky - 12 ( Rússia) – Nikita Mikhalkov - Beaufort ( Israel) – Joseph Cedar - Katyń ( Polónia) – Andrzej Wajda - Mongol ( Rússia – Sergei Bodrov |
| Melhor Documentário em Longa-metragem Taxi to the Dark Side – Alex Gibney e Eva Orner - No End in Sight – Charles Ferguson e Audrey Marrs - Operation Homecoming: Writing the Wartime Experience – Richard E. Robbins - Sicko – Michael Moore e Meghan O'Hara - War/Dance – Andrea Nix Fine e Sean Fine                                                              | Melhor Documentário em Curta-metragem Freeheld – Cynthia Wade e Vanessa Roth - La Corona – Amanda Micheli e Isabel Vega - Salim Baba – Tim Sternberg e Francisco Bello - Sari's Mother – James Longley |
| Melhor Curta-metragem The Mozart of Pickpockets – Philippe Pollet-Villard - At Night – Christian E. Christiansen e Louise Vesth - The Substitute – Andrea Jublin - Tanghi Argentini – Guido Thys e Anja Daelemans - The Tonto Woman – Daniel Barber e Matthew Brown                                                                                                  | Melhor Animação em Curta-metragem Peter & the Wolf – Suzie Templeton e Hugh Welchman - Même les pigeons vont au paradis – Samuel Tourneux e Simon Vanesse - I Met the Walrus – Josh Raskin - Madame Tutli-Putli – Chris Lavis e Maciek Szczerbowski - My Love (Moya Lyubov) – Aleksandr Petrov                                                                         |
| Melhor Trilha Sonora Atonement – Dario Marianelli - 3:10 to Yuma – Marco Beltrami - The Kite Runner – Alberto Iglesias - Michael Clayton – James Newton Howard - Ratatouille – Michael Giacchino | Melhor Canção Original "Falling Slowly" por Once – Glen Hansard e Markéta Irglová - "Happy Working Song" por Enchanted – Alan Menken e Stephen Schwartz - "Raise It Up" por August Rush – Jamal Joseph, Charles Mack e Tevin Thomas - "So Close" por Enchanted – Alan Menken e Stephen Schwartz - "That's How You Know" por Enchanted – Alan Menken e Stephen Schwartz |
| Melhor Edição de Som The Bourne Ultimatum – Karen Baker Landers e Per Hallberg - No Country for Old Men – Skip Lievsay - Ratatouille – Randy Thom e Michael Silvers - There Will Be Blood – Christopher Scarabosio e Matthew Wood - Transformers – Ethan Van der Ryn e Mike Hopkins                                                                                  | Melhor Mixagem de Som The Bourne Ultimatum – Scott Millan, David Parker e Kirk Francis - 3:10 to Yuma – Paul Massey, David Giammarco e Jim Stuebe - No Country for Old Men – Skip Lievsay, Craig Berkey, Greg Orloff e Peter Kurland - Ratatouille – Randy Thom, Michael Semanick e Doc Kane - Transformers – Kevin O'Connell, Greg P. Russell e Peter J. Devlin       |
| Melhor Direção de Arte Sweeney Todd: The Demon Barber of Fleet Street – Dante Ferretti e Francesca Lo Schiavo - American Gangster – Arthur Max e Beth Rubino - Atonement – Sarah Greenwood e Katie Spencer - The Golden Compass – Dennis Gassner e Anna Pinnock - There Will Be Blood – Jack Fisk e Jim Erickson                                                     | Melhor Cienmatografia There Will Be Blood – Robert Elswit - The Assassination of Jesse James by the Coward Robert Ford – Roger Deakins - Atonement – Seamus McGarvey - The Diving Bell and the Butterfly – Janusz Kamiński - No Country for Old Men – Roger Deakins |
| Melhor Caracterização La môme – Didier Lavergne e Jan Archibald - Norbit – Rick Baker e Kazuhiro Tsuji - Pirates of the Caribbean: At World's End – Ve Neill e Martin Samuel | Melhor Figurino Elizabeth: The Golden Age – Alexandra Byrne - Across the Universe – Albert Wolsky - Atonement – Jacqueline Durran - La môme – Marit Allen - Sweeney Todd: The Demon Barber of Fleet Street – Colleen Atwood |
| Melhor Edição The Bourne Ultimatum – Christopher Rouse - The Diving Bell and the Butterfly – Juliette Welfling - Into the Wild – Jay Cassidy - No Country for Old Men – Roderick Jaynes - There Will Be Blood – Dylan Tichenor | Melhores Efeitos Visuais - The Golden Compass – Michael Fink, Bill Westenhofer, Ben Morris e Trevor Wood - Pirates of the Caribbean: At World's End – John Knoll, Hal Hickel, Charles Gibson e John Frazier - Transformers – Scott Farrar, Scott Benza, Russell Earl e John Frazier                                                                                    |

### Oscar honorário
- Robert F. Boyle

## Filmes com múltiplas indicações
- 8 - No Country for Old Men (ganhou 4) There Will Be Blood (ganhou 2)
- 7 - Atonement (ganhou 1); Michael Clayton (ganhou 1)
- 5 - Ratatouille (ganhou 1)

- 4 - Juno (ganhou 1); The Diving Bell and the Butterfly
- 3 - Enchanted; The Bourne Ultimatum (ganhou 3); Sweeney Todd: The Demon Barber of Fleet Street (ganhou 1); La môme (ganhou 2); Transformers
- 2' - 3:10 to Yuma; American Gangster; The Assassination of Jesse James by the Coward Robert Ford; Away from Her; The Golden Compass (ganhou 1); Elizabeth: The Golden Age (ganhou 1); Into the Wild; Pirates of the Caribbean: At World's End; The Savages'

## Apresentadores e cantores

### Apresentadores
- Amy Adams
- Jessica Alba
- Alan Arkin
- Cate Blanchett
- Josh Brolin
- Steve Carell
- George Clooney
- Penelope Cruz
- Miley Cyrus
- Patrick Dempsey
- Cameron Diaz
- Colin Farrell
- Harrison Ford
- Jennifer Garner
- Tom Hanks
- Anne Hathaway
- Katherine Heigl
- Jonah Hill
- Barry B. Benson
- Jennifer Hudson
- Dwayne "The Rock" Johnson
- Nicole Kidman
- James McAvoy
- Queen Latifah
- Helen Mirren
- Seth Rogen
- Martin Scorsese
- Hilary Swank
- John Travolta
- Denzel Washington
- Forest Whitaker
- Renée Zellweger

### Cantores
- Amy Adams cantou "Happy Working Song" de Enchanted.
- Kristin Chenoweth e Marlon Saunders cantaram "That's How You Know" de Enchanted.
- Jon McLaughlin cantou "So Close" de Enchanted.
- Glen Hansard e Marketa Irglova cantaram "Falling Slowly" de Once.
- Jamia Simone Nash e the IMPACT Repertory Theatre of Harlem cantaram "Raise It Up" de August Rush.

## In Memoriam
O segmento anual In Memoriam, apresentado pela atriz Hilary Swank, homenageou os seguintes indivíduos:
| - Roscoe Lee Browne - Barry Nelson - Kitty Carlisle Hart - Betty Hutton - Calvin Lockhart - Jane Wyman - Melville Shavelson - Curtis Harrington - Jack Valenti - Michael Kidd - Michelangelo Antonioni - Delbert Mann - Monty Westmore - Peter T. Hanford - Bud Ekins - Bernard Gordon - Dabbs Greer - Jean-Claude Brialy - Harold Michelson - Laraine Day - Jean-Pierre Cassel | - Lois Maxwell - László Kovács - Robert Clark - George Jenkins - Johnny Grant - Frank Rosenfelt - Martin Manulis - Donfeld - Ousmane Sembène - Freddie Fields - Robert Lantz - Ray Kurtzman - Miyoshi Umeki - Suzanne Pleshette - Deborah Kerr - Peter Ellenshaw - Peter Zinner - Freddie Francis - Ingmar Bergman - Ray Evans - William Tuttle - Heath Ledger |